# Václav Letošník
Václav Letošník (1. února 1891 Habřina – 8. července 1955 Praha) byl český archivář a historik.

## Život
Narodil se v rodině řídícího učitele v Habřině Václava Letošníka a jeho manželky Josefy, rozené Chmelíkové.
V letech 1910–1914 studoval na Filozofické fakultě Univerzity Karlovy dějepis a zeměpis u Novotného a Bidla, v roce 1918 obhájil titul PhDr., v letech 1919–1921 studoval Státní archivní školu. Vyučoval na gymnáziích v Praze, Hranicích a Chotěboři, od roku 1920 studoval nově otevřenou Státní archivní školu v Praze a zároveň působil v archivech: do roku 1954 v Ústředním archivu ministerstva vnitra (od 1947 přednosta), poté přešel do Státního ústředního archivu (vedoucí oddělení).
Dne 20. července 1921 se v Praze oženil s Boženou Letošníkovou (1896–1965). Manželství bylo rozvedeno v roce 1939.
V r. 1932 si pár nechal postavit dům na Babě, jehož architektem byl František Kavalír.

## Dílo
Podílel se na archivní rozluce s Rakouskem (po roce 1918); pro pařížskou reparační komisi vyhledával spisy o stavbě silnic na československém území; věnoval se geografickému názvosloví (člen Stálé komise při ministerstvu vnitra pro stanovení úředních názvů míst v RČS, užšího výboru pro revizi názvů míst v Čechách, místopisné komise ČSAV apod.) Byl správcem fondu Zemských a dvorských desek (publikoval inventář Die böhmische Landtafel, 1944). Publikoval články k dějinám slovanských států.

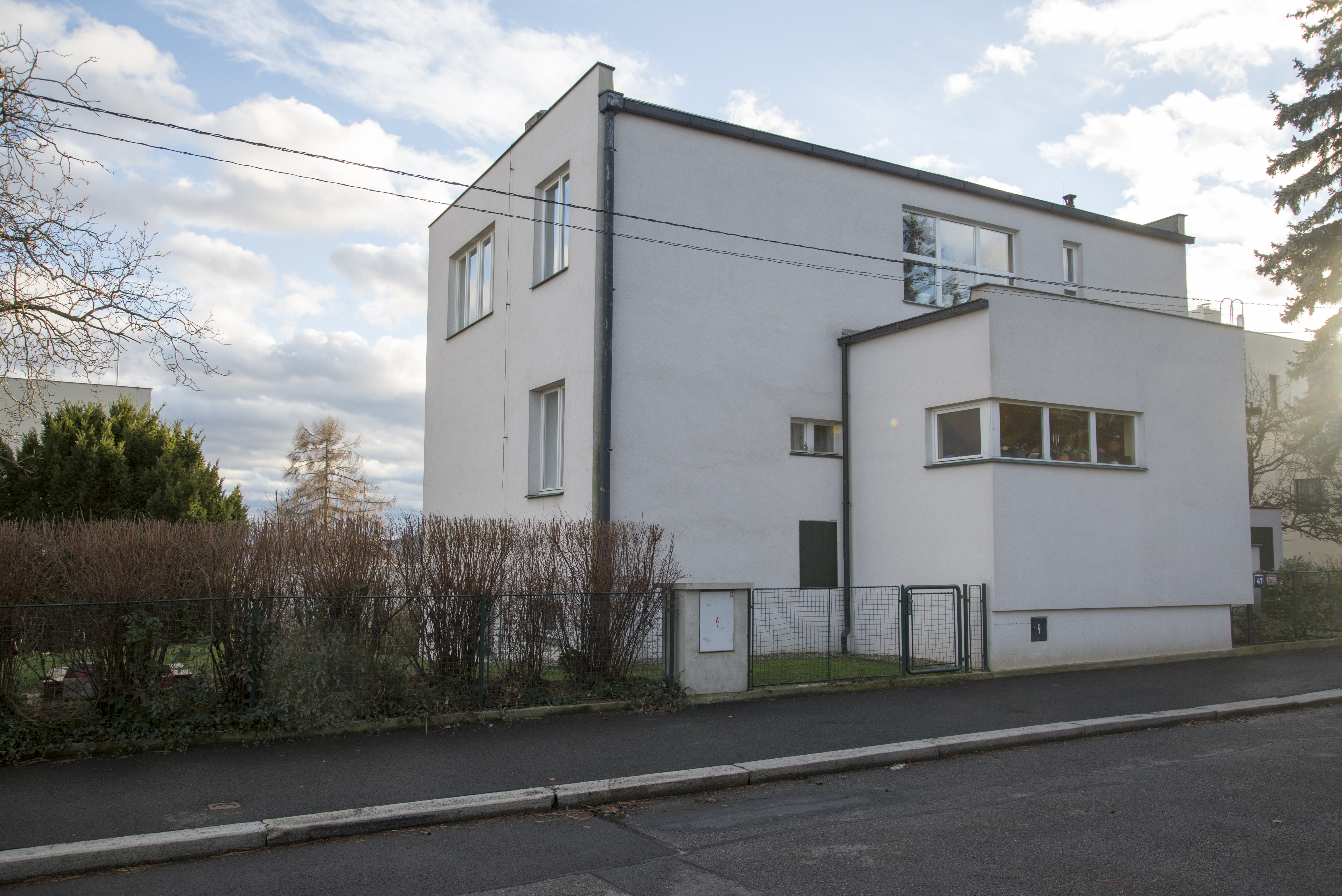
Dům Letošníkových postavený roku 1932 (Baba, Na ostrohu 1795/47)